# 카왈

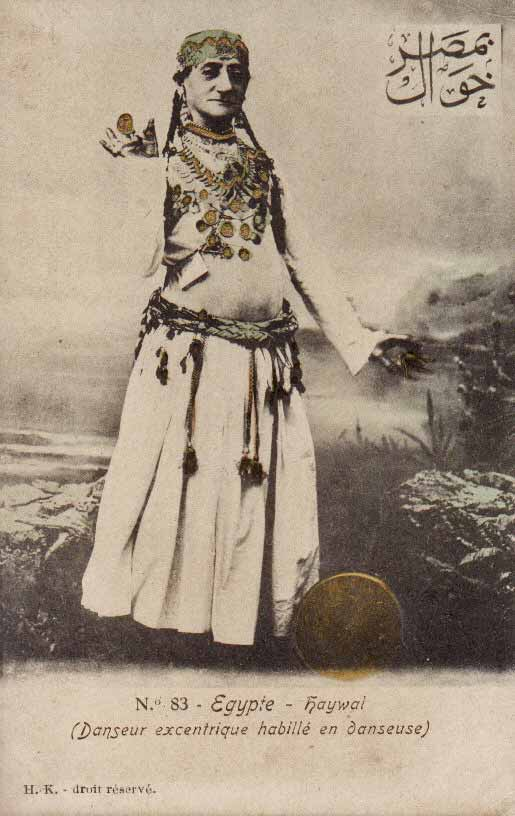
1907년 이전에 제작된 카왈을 주제로 한 엽서

카왈(이집트 아랍어: الغوازي, Khawal)은 18세기 후반부터 19세기 초반 사이에 이집트에서 크로스드레싱을 하면서 활동하던 여장 남자 무용가들을 가리킨다.

## 역사
중동에서는 여자가 공공장소에서 춤을 추는 것을 금기시했기 때문에 여장 소년과 남자 무용가들이 자리를 잡았는데 일부 아랍 세계에서는 '가왈'(Gawwal)이라고 알려졌고 이집트에서는 '카왈'(Khawal)이라고 알려졌다. 카왈은 여자 무용가들인 가와지(Ghawazi)가 추던 춤을 모방했는데 주로 캐스터네츠 연주와 함께 춤을 추던 경우가 많았다. 또한 여성스러움을 강조학 위해서 손에 헤나를 칠했고 긴 머리를 땋거나 수염을 깎았고 여자가 지켜야 하는 예절을 따랐다.
카왈은 남성복과 여성복을 혼합한 의상을 착용했고 결혼식, 출산, 할례, 축제를 비롯한 다양한 행사에서 공연을 선보였다. 18세기와 19세기에는 외국인 방문객들을 위해 공연하기도 했다. 카왈은 성적으로 이용이 가능한 것으로 여겨졌는데 남자 관객들은 모호함이 매력적이라는 것을 알았다고 한다. 현대 이집트에서는 경멸적이고 수동적인 게이 남성에 대한 경멸적인 표현으로 사용된다.

## 같이 보기
- 쾨체크